# Чистое (Омская область)
Чистое — деревня в Тюкалинском районе Омской области. Входит в состав Нагибинского сельского поселения.

## География
Расположено в лесостепной зоне Ишимской равнины, относящейся к Западно-Сибирской равнине, на востоке Тюкалинского района, у р. Оша (левого притока Иртыша).
Улица одна — Центральная.

## История
Основана в 1836 г. 
К 1928 году центр Чистовского сельсовета Тюкалинского района Омского округа Сибирского края.

## Население
| 1926 | 2010 |
| ---- | ---- |
| 354  | ↘2   |

### Гендерный состав
По данным Всероссийской переписи населения 2010 года в гендерной структуре населения
деревни из 2 жителей все мужчины (100 %).

### Национальный состав
В 1928 г. основное население — русские.
Согласно результатам переписи 2002 года, в национальной структуре населения русские составляли 100 % от общей численности населения в 2чел..

## Инфраструктура
Личное подсобное хозяйство. В 1928 году состояла из 64 хозяйств.

## Транспорт
Деревня доступна автотранспортом. Подходит дорога межмуниципального значения «Белоглазово — Восточный — Георгиевка — Чистое» (идентификационный номер 52 ОП МЗ Н-509).